# Ilaria Debertolis
Ilaria Debertolis (* 17. September 1989 in Feltre) ist eine ehemalige italienische Skilangläuferin.

## Werdegang
Debertolis nahm von 2007 bis 2020 vorwiegend am Skilanglauf-Alpencup teil. Dabei erreichte sie 16 Podestplatzierungen, darunter sieben Siege. In der Saison 2018/19 errang sie den dritten Platz und in der Saison 2019/20 den ersten Rang in der Gesamtwertung. Ihr erstes Weltcuprennen lief sie im Dezember 2011 in Davos, welches sie auf dem 56. Platz über 15 km Freistil beendete. Ihre besten Ergebnisse bei den nordischen Skiweltmeisterschaften 2013 im Val di Fiemme waren der 39. Rang über 10 km Freistil und der fünfte Platz im Teamsprint. Die Tour de Ski 2013/14 beendete sie auf dem 28. Platz. Dabei holte sie ihre ersten Weltcuppunkte. Ihre besten Resultate bei den Olympischen Winterspielen 2014 in Sotschi waren der 32. Platz im Sprint und der achte Rang mit der Staffel. In der Saison 2014/15 belegte sie den 53. Platz bei der Nordic Opening in Lillehammer und den 19. Platz bei der Tour de Ski 2015. Bei den nordischen Skiweltmeisterschaften 2015 in Falun errang sie den 21. Platz über 10 km Freistil, den 11. Rang im Teamsprint und den neunten Platz mit der Staffel. Im September 2015 gewann sie bei den Rollerski-Weltmeisterschaften im Val di Fiemme im 19-km-Massenstartrennen die Silbermedaille. Zu Beginn der Saison 2015/16 belegte sie den 45. Platz bei der Nordic Opening in Ruka. Im weiteren Saisonverlauf kam sie dreimal in die Punkteränge. Ihre beste Platzierung dabei war der 20. Platz im Sprint in Lahti. In der folgenden Saison errang sie den 29. Platz bei der Weltcup-Minitour in Lillehammer und den 19. Platz bei der Tour de Ski 2016/17. Zudem erreichte sie in Davos mit dem achten Platz über 15 km Freistil ihr bestes Resultat im Weltcupeinzel. Ihre besten Platzierungen bei den nordischen Skiweltmeisterschaften 2017 in Lahti waren der 16. Platz im 30-km-Massenstartrennen, der zehnte Rang zusammen mit Lucia Scardoni im Teamsprint und der neunte Platz mit der Staffel. Zum Saisonende kam sie beim Weltcup-Finale in Québec auf den 31. Platz in der Gesamtwertung und erreichte den 29. Platz im Gesamtweltcup. Im folgenden Jahr lief sie bei den Olympischen Winterspielen in Pyeongchang auf den 49. Platz im Skiathlon, auf den 31. Rang über 10 km Freistil und auf den neunten Platz mit der Staffel. Bei den nordischen Skiweltmeisterschaften 2019 in Seefeld in Tirol belegte sie den 58. Platz im Sprint, den 38. Rang im 50-km-Massenstartrennen und den siebten Platz mit der Staffel und bei den nordischen Skiweltmeisterschaften 2021 in Oberstdorf den 32. Platz über 10 km Freistil. Letztmals im Weltcup startete sie bei der Tour de Ski 2021, wobei sie den 41. Platz errang.

## Teilnahmen an Weltmeisterschaften und Olympischen Winterspielen

### Olympische Spiele
- 2014 Sotschi: 8. Platz Staffel, 13. Platz Teamsprint klassisch, 32. Platz Sprint Freistil, 44. Platz 30 km Freistil Massenstart
- 2018 Pyeongchang: 9. Platz Staffel, 31. Platz 10 km Freistil, 49. Platz 15 km Skiathlon

### Nordische Skiweltmeisterschaften
- 2013 Val di Fiemme: 5. Platz Teamsprint Freistil, 39. Platz 10 km Freistil, 55. Platz Sprint klassisch
- 2015 Falun: 9. Platz Staffel, 11. Platz Teamsprint Freistil, 21. Platz 10 km Freistil
- 2017 Lahti: 9. Platz Staffel, 10. Platz Teamsprint klassisch, 16. Platz 30 km Freistil Massenstart, 19. Platz Sprint Freistil, 31. Platz 15 km Skiathlon
- 2019 Seefeld in Tirol: 7. Platz Staffel, 38. Platz 30 km Freistil Massenstart, 58. Platz Sprint Freistil
- 2021 Oberstdorf: 32. Platz 10 km Freistil

## Siege bei Continental-Cup-Rennen
| Nr. | Datum             | Ort                     | Disziplin                  | Serie    |
| --- | ----------------- | ----------------------- | -------------------------- | -------- |
| 1.  | 8. Dezember 2012  | Goms                    | 5 km Freistil              | Alpencup |
| 2.  | 21. Dezember 2014 | Hochfilzen              | 5 km Freistil              | Alpencup |
| 3.  | 8. Februar 2019   | Planica                 | 1,2 km Sprint Freistil     | Alpencup |
| 4.  | 10. Februar 2019  | Planica                 | 15 km Freistil Massenstart | Alpencup |
| 5.  | 20. Dezember 2019 | St. Ulrich am Pillersee | 10 km klassisch            | Alpencup |
| 6.  | 4. Januar 2020    | Campra                  | 1,6 km Sprint klassisch    | Alpencup |
| 7.  | 20. Dezember 2020 | Formazza                | 15 km Freistil Massenstart | Alpencup |

## Platzierungen im Weltcup

### Weltcup-Statistik
Die Tabelle zeigt die erreichten Platzierungen im Einzelnen.
- 1.–3. Platz: Anzahl der Podiumsplatzierungen
- Top 10: Anzahl der Platzierungen unter den ersten zehn
- Punkteränge: Anzahl der Platzierungen innerhalb der Punkteränge
- Starts: Anzahl gelaufener Rennen in der jeweiligen Disziplin
- Hinweis: Bei den Distanzrennen erfolgt die Einordnung gemäß FIS.

| Platzierung         | Distanzrennen a | Distanzrennen a | Distanzrennen a | Distanzrennen a | Distanzrennen a | Skiathlon Verfolgung | Sprint | Etappen- rennen b | Gesamt | Team   | Team    |
| Platzierung         | ≤ 5 km          | ≤ 10 km         | ≤ 15 km         | ≤ 30 km         | > 30 km         | Skiathlon Verfolgung | Sprint | Etappen- rennen b | Gesamt | Sprint | Staffel |
| ------------------- | --------------- | --------------- | --------------- | --------------- | --------------- | -------------------- | ------ | ----------------- | ------ | ------ | ------- |
| 1. Platz            |                 |                 |                 |                 |                 |                      |        |                   |        |        |         |
| 2. Platz            |                 |                 |                 |                 |                 |                      |        |                   |        |        |         |
| 3. Platz            |                 |                 |                 |                 |                 |                      |        |                   |        |        |         |
| Top 10              |                 |                 | 1               |                 |                 |                      | 1      |                   | 2      | 1      | 5       |
| Punkteränge         | 4               | 8               | 1               |                 | 1               | 9                    | 14     | 4                 | 41     | 6      | 7       |
| Starts              | 16              | 33              | 4               |                 | 1               | 30                   | 44     | 11                | 139    | 6      | 7       |
| Stand: Karriereende |                 |                 |                 |                 |                 |                      |        |                   |        |        |         |

### Weltcup-Gesamtplatzierungen
| Saison  | Gesamt | Gesamt | Distanz | Distanz | Sprint | Sprint |
| Saison  | Punkte | Platz  | Punkte  | Platz   | Punkte | Platz  |
| ------- | ------ | ------ | ------- | ------- | ------ | ------ |
| 2012/13 | 10     | 102.   | -       | -       | 10     | 65.    |
| 2013/14 | 26     | 92.    | 12      | 69.     | 2      | 75.    |
| 2014/15 | 108    | 54.    | 38      | 53.     | 22     | 52.    |
| 2015/16 | 23     | 75.    | 12      | 63.     | 11     | 53.    |
| 2016/17 | 264    | 29.    | 136     | 26.     | 76     | 28.    |
| 2017/18 | -      | -      | -       | -       | -      | -      |
| 2018/19 | 12     | 94.    | -       | -       | 12     | 62.    |
| 2019/20 | 12     | 92.    | 7       | 73.     | 5      | 79.    |
| 2020/21 | 14     | 95.    | 8       | 72.     | 1      | 86.    |